# Donación de órganos

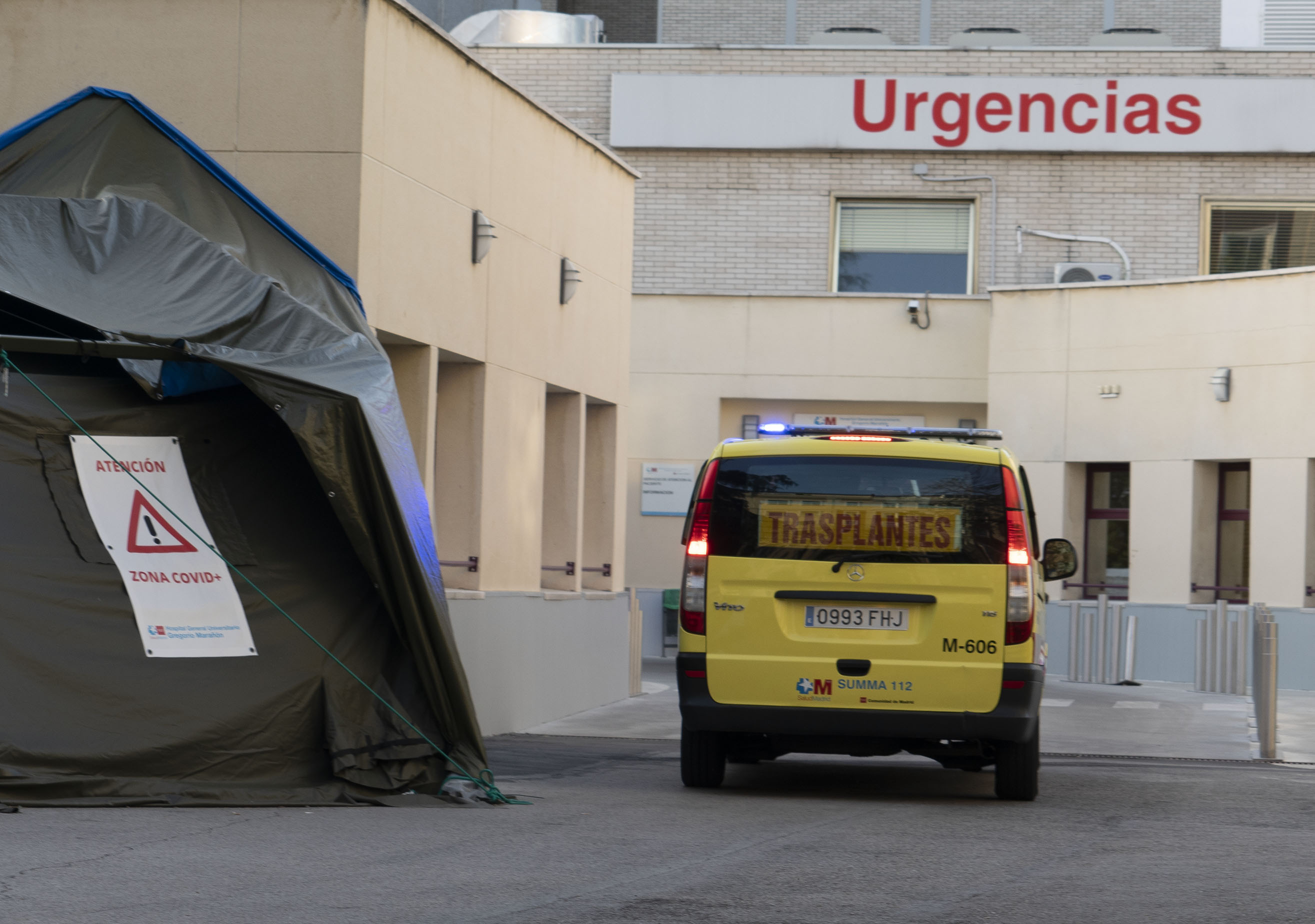
Trasplantes, en la Pandemia de COVID-19

La donación de órganos es la remoción de órganos o tejidos del cuerpo de una persona que ha muerto recientemente o de un donante vivo, con el propósito de realizar un trasplante. Los órganos y los tejidos se extirpan en procedimientos similares a la cirugía. Personas de todas las edades pueden ser donantes de órganos y tejidos. Se producen muchas más donaciones de donantes muertos que de personas vivas. Las leyes de los diferentes países permiten que donantes potenciales acepten o se nieguen a la donación o bien otorgan la elección a los familiares, que no siempre conocen los factores de riesgo del fallecido y que puede dar lugar a un mayor riesgo de contagio de enfermedades infecciosas a pacientes más críticos, que dispondrían de menos de 12 horas para dar el visto bueno a esta decisión. La popularidad de las donaciones varía sustancialmente entre diferentes países y culturas. 
Desde mediados de los años 1970, la bioética, un área relativamente nueva de la ética, se ha convertido en la vanguardia de la ciencia clínica moderna. Muchos argumentos filosóficos contra la donación de órganos provienen de este campo. Generalmente, los argumentos se originan en consideraciones éticas deontológicas o teleológicas.
El 2 de julio de 2012, la organización de trasplantes anunció un sorprendente récord en España y Puerto Rico, 22 riñones, 11 hígados, y 3 pulmones encontraron una segunda vida en veinticuatro horas.

### Consideraciones deontológicas
Iniciado por Paul Ramsey y Leon Kass, son pocos los bioéticos modernos que están en desacuerdo sobre el estatus moral de la donación de órganos. Ciertos grupos, como los gitanos, se oponen a la donación de órganos por razones religiosas, pero la mayor parte de las religiones del mundo apoyan la donación como un acto caritativo de gran beneficio para la comunidad. La autonomía del paciente, el testamento vital y la curaduría hacen casi imposible que tenga lugar una donación de órganos involuntaria. En temas relativos a la salud pública, es posible que el interés del Estado se imponga sobre el derecho del paciente a la autonomía.[cita requerida]
Desde un punto de vista filosófico, los temas principales que rodean la moralidad de la donación de órganos son de naturaleza semántica. El debate sobre la definición de vida, muerte, humano y cuerpo está en curso. Por ejemplo, si un paciente con muerte cerebral debe ser mantenido artificialmente con vida para preservar sus órganos para ser trasplantados es un problema actual de la bioética clínica.
Un campo relativamente nuevo ha revigorizado el debate: el xenotrasplante o transferencia de órganos animales (normalmente de cerdo) a cuerpos humanos. Si bien podría incrementar la oferta de órganos considerablemente, existe la amenaza del rechazo de órganos por el receptor y el riesgo de zoonosis. Además, algunos grupos por los derechos de los animales se oponen al sacrificio de un animal para la donación de órganos y han lanzado campañas para prohibirlo.

### Consideraciones teleológicas
Por razones teleológicas o utilitarias, el estatus moral de la "donación de órganos del mercado negro" se basa en los fines, más que en los medios. En la medida en que aquellos que donan órganos suelen ser pobres y aquellos que pueden pagar los órganos del mercado negro suelen ser acomodados, podría parecer que existe un desequilibrio en el comercio. En muchos casos, aquellos que necesitan órganos son puestos en listas de espera para recibir órganos "legales" por períodos indeterminados de tiempos y muchos mueren esperando su turno.
La donación de órganos también se está convirtiendo en un tema bioético importante desde un punto de vista social. Si bien la mayoría de las naciones del Primer Mundo cuentan con un sistema legal que supervisa el trasplante de órganos, no es menos cierto que la demanda supera con creces la oferta. En consecuencia, ha surgido un mercado negro a menudo referido como "turismo de trasplantes."
Por una parte, se encuentran quienes sostienen que aquellos que pueden comprar órganos están explotando a aquellos que están tan desesperados como para vender sus órganos. Muchos sugieren que esto resulta en una creciente desigualdad de estatus entre los ricos y los pobres. Por otra parte se encuentran quienes afirman que se debe permitir la venta de órganos porque detenerlos es simplemente contribuir a su estatus como pobres. Además, aquellos en favor del comercio argumentan que la explotación es moralmente preferible que la muerte y siempre que la elección se encuentra entre las nociones abstractas de justicia por un lado y una persona moribunda cuya vida puede ser salvada por el otro, el tráfico de órganos debe ser legalizado. Por el contrario, las encuestas realizadas entre donantes vivos después de la operación y en un período de cinco años después del procedimiento han mostrado un arrepentimiento extremo en una mayoría de los donantes que han manifestado que dada la oportunidad de repetir el procedimiento, no lo harían. Además, muchos participantes del estudio informaron de un empeoramiento de su situación económica tras el procedimiento. Estos estudios se centraron solo en personas que vendieron un riñón en países donde la venta de órganos ya es legal.
Una consecuencia del mercado negro de órganos ha sido varios casos de robo de órganos, incluyendo asesinatos con el propósito de robar órganos. Los proponentes de la legalización del tráfico de órganos afirman que la naturaleza del tráfico actual permite tales tragedias y que la regulación del mercado podría evitarlas. Por su parte, los opositores sostienen que un mercado podrían animar a los criminales porque sería más fácil para ellos decir que sus órganos robados son legales.

## Conceptos

### Componentes anatómicos
Son los órganos, tejidos, células y en general todas las partes que constituyen el cuerpo humano.

### Trasplante de componentes anatómicos
Es el reemplazo de un componente anatómico enfermo, sin la posibilidad de recuperación, por otro sano como por ejemplo los órganos y tejidos.
Es un procedimiento que se recomienda cuando se ha agotado toda posibilidad de tratamiento por una enfermedad o fallo de algún órgano o tejido.
Esto sólo es posible por la voluntad de aquellos que dan su consentimiento para la donación; es decir, donantes.

### Órganos, tejidos y células que se trasplantan actualmente
Riñón, hígado, corazón, páncreas, pulmón son los órganos más trasplantados, pero también se está trasplantado otros tipos de tejidos como son: córneas, huesos y piel (La piel no se trasplanta, se dona para usarse como vendaje en pacientes quemados), son los tejidos más comunes que se trasplantan en el mundo y, en cuanto a células, las hematopoyéticas (médula ósea).

### Personas que pueden ser donantes de órganos o tejidos
Básicamente todos pueden ser donantes, siempre y cuando sean mayores de edad, en Argentina 18 años (los menores precisan de autorización) pero serán los médicos los que determinarán si uno puede o no ser donante o si existe alguna contraindicación para la donación.

### Donante
Persona que cede gratuita y voluntariamente sus órganos o tejidos  para que sean utilizados de manera inmediata o diferida en otras personas con fines terapéuticos.

#### Donante fallecido
- Donación  ordinaria: Aquel que en vida expresó su voluntad de donar todos o algunos de sus órganos y tejidos para que sean utilizados después de su muerte.
- Donación extraordinaria: Aquel que sus deudos autorizan la donación de todos o algunos de sus órganos y tejidos.
- Presunción legal de donación: Aquel que durante su vida no manifestó su oposición a ser donante y si dentro de las seis horas después de realizado el diagnóstico de muerte encefálica sus deudos no expresan su oposición a la donación.

#### Donante en vida
- Donante vivo relacionado: Donante hasta el cuarto grado de consanguinidad y segundo de afinidad, y cuya donación de alguno o parte  de sus órganos o tejidos sea compatible con la vida.
- Donante cruzado: Donación que se da en forma recíproca entre parejas no relacionadas.
- Donante altruista: Persona que en vida dona un órgano a un receptor de la lista de espera cuya identidad no conoce.

### Muerte  cerebral o encefálica
Se debe de tomar en cuenta que “Toda persona que fallece por muerte encefálica es un potencial donante”. Las causas de muerte cerebral pueden ser:
- Hemorragia o infarto cerebral (ACV)(derrame cerebral)
- Golpes en la cabeza (accidentes)
- Herida de bala en el cráneo

En todos los casos anteriores una inflamación hace que la sangre no pueda llevar oxígeno al cerebro. Al inflamarse dentro del cráneo el cerebro no puede expandirse, aumenta la presión y el paciente fallece.

### Familia
En todo caso se debe tener en cuenta que aunque uno haya aceptado ser donante por alguna vía legal, siempre se preguntará a la familia del donante si están o no de acuerdo, por lo que luego de que se presentase un potencial donante (con muerte cerebral), un coordinador del equipo de trasplante debidamente preparado, propondrá a la familia de que su pariente está en la capacidad de donador de sus órganos o tejidos de acuerdo a la necesidad de los programas de trasplante existentes.

### Selección del receptor de un órgano o tejido
Existe una Lista de Espera Nacional, única para cada clase de trasplante, manejada por la Organización Nacional de Trasplante, garantiza que la selección será ética y apegada a la ley. Esta selección esta ponderada sobre varios criterios clínicos donde la histocompatibilidad sanguínea (semejanza genética entre el donador y receptor) es el principal.

### Formas de expresar la voluntad de donar
La donación ordinaria o extraordinaria de órganos deberá ser expresada en alguno de los siguientes documentos: 
- Historial clínico.
- Declaración jurada ante un notario público.
- Documento autenticado por un notario público.
- Documento suscrito ante dos testigos hábiles.
- Documento de identidad.

## Principios rectores de la OMS sobre trasplante de células, tejidos y órganos humanos
•Según el informe del consejo ejecutivo de la Organización Mundial de la Salud con fecha el 18 de abril de 2008 sobre el Trasplante de órganos y tejidos humanos, la extracción de células, tejidos y órganos de personas fallecidas o vivas para fines de trasplante sólo podrá efectuarse de conformidad con los siguientes Principios Rectores:

### Principio Rector 1
Podrán extraerse células, tejidos y órganos del cuerpo de personas fallecidas para fines de trasplante si: 
a) se obtiene el consentimiento exigido por la ley; y 
b) no hay razones para pensar que la persona fallecida se oponía a esa extracción. 
Comentario: El consentimiento para la obtención de órganos y tejidos de personas fallecidas puede ser «expreso» o «presunto», lo que depende de las tradiciones sociales, médicas y culturales de cada país, como, por ejemplo, el modo en que las familias intervienen en la adopción de decisiones sobre la asistencia sanitaria en general. Tanto en un sistema como en el otro, no podrán extraerse células tejidos u órganos del cuerpo de una persona fallecida en caso de que existan indicios válidos de que se oponía a ello.

### Principio Rector 2
Los médicos que hayan determinado la muerte de un donante potencial no deberán participar directamente en la extracción de células, tejidos u órganos de ese donante ni en los procedimientos subsiguientes de trasplante, ni ocuparse de la asistencia a los receptores previstos de esas células, tejidos y órganos.
Comentario: Este principio tiene por objeto evitar el conflicto de intereses que podría originarse si el médico o los médicos que hubieran determinado la muerte de un posible donante fueran también los encargados de atender a otros pacientes cuyo bienestar dependiera de las células, tejidos u órganos trasplantados de ese donante.
Las autoridades nacionales establecerán las normas jurídicas para determinar que la muerte se ha producido y especificarán cómo se formularán y aplicarán los criterios y el proceso para ello.

### Principio Rector 3
Las donaciones de personas fallecidas deberán desarrollarse hasta alcanzar su máximo potencial terapéutico, pero los adultos vivos podrán donar órganos de conformidad con la reglamentación nacional.
En general, los donantes vivos deberán estar relacionados genética, legal o emocionalmente con los receptores.
La donación de personas vivas es aceptable si se obtiene el consentimiento informado y voluntario del donante, se le garantiza la atención profesional, el seguimiento se organiza debidamente y se aplican y supervisan escrupulosamente los criterios de selección de los donantes. Los donantes vivos deberán ser informados de los riesgos, beneficios y consecuencias probables de la donación de una manera completa y comprensible; deberán ser legalmente competentes y capaces de sopesar la información y actuar voluntariamente, y deberán estar libres de toda coacción o influencia indebida.
Comentario: Este principio pone de relieve la importancia de adoptar las medidas jurídicas y logísticas necesarias para crear programas de donantes fallecidos allí donde no existan, así como de hacer que los programas existentes sean lo más eficaces y eficientes posible.
Las donaciones por parte de personas sin relación alguna han sido motivo de preocupación, aunque en algunos de esos casos es imposible avanzar ninguna objeción, como por ejemplo en el trasplante de células madre hematopoyéticas (cuando es aconsejable disponer de un grupo numeroso de donantes) o cuando se efectúa un intercambio de riñones porque no hay una buena inmunocompatibilidad de los donantes con los receptores con los que están relacionados.

### Principio Rector 4
No deberán extraerse células, anal ni órganos del cuerpo de un menor vivo para fines de trasplante, excepto en las raras ocasiones autorizadas por las legislaciones nacionales. Deberán adoptarse medidas específicas para proteger a los menores, cuyo consentimiento se obtendrá, de ser posible, antes de la donación. Lo que es aplicable a los menores lo es asimismo a toda persona legalmente incapacitada.
Comentario: Este principio establece una prohibición general de extraer a menores de edad células, tejidos u órganos para fines de trasplante. Las principales excepciones que podrán autorizarse son la donación familiar de células regenerativas (en caso de que no se disponga de un donante adulto terapéuticamente comparable) y los trasplantes renales entre gemelos idénticos (cuando evitar la inmunodepresión representa para el receptor una ventaja suficiente para justificar la excepción, en ausencia de trastornos genéticos que pudieran afectar negativamente al donante en el futuro).
Aunque por lo general la autorización de los padres (o de uno de ellos) o del representante legal es suficiente para proceder a la extracción del órgano, pueden producirse conflictos de intereses cuando estos también son responsables del bienestar del receptor previsto.

### Principio Rector 5
Las células, tejidos y órganos deberán ser objeto de donación a título exclusivamente gratuito, sin ningún pago monetario u otra recompensa de valor monetario. Deberá prohibirse la compra, o la oferta de compra, de células, tejidos u órganos para fines de trasplante, así como su venta por personas vivas o por los allegados de personas fallecidas.
La prohibición de vender o comprar células, tejidos y órganos no impide reembolsar los gastos razonables y verificables en que pudiera incurrir el donante, tales como la pérdida de ingresos o el pago de los costos de obtención, procesamiento, conservación y suministro de células, tejidos u órganos para trasplante.

### Principio Rector 6
Se permitirá la promoción de la donación altruista de células, tejidos u órganos humanos mediante publicidad o llamamiento público, de conformidad con la reglamentación nacional.
Deberá prohibirse toda publicidad sobre la necesidad o la disponibilidad de células, tejidos u órganos cuyo fin sea ofrecer un pago a individuos por sus células, tejidos u órganos, o a un pariente cercano en caso de que la persona haya fallecido, o bien recabar un pago por ellos. Deberán prohibirse asimismo los servicios de intermediación que entrañen el pago a esos individuos o a terceros.
Comentario: Este principio no afecta a la publicidad general ni a los llamamientos públicos para alentar la donación altruista de células, tejidos u órganos humanos, siempre que no subviertan los sistemas legalmente establecidos de asignación de órganos. Por el contrario, tiene por objeto prohibir la incitación comercial, consistente, por ejemplo, en proponer pagos a cambio de células, tejidos u órganos a personas, a parientes de personas fallecidas o a otras partes que estén en posesión de ellos (como las empresas de pompas fúnebres); los destinatarios de este principio son tanto los agentes y otros intermediarios como los compradores directos.

### Principio Rector 7
Los médicos y demás profesionales de la salud no deberán participar en procedimientos de trasplante, ni los aseguradores sanitarios u otras entidades pagadoras deberán cubrir esos procedimientos, si las células, tejidos u órganos en cuestión se han obtenido mediante explotación o coacción del donante o del familiar más cercano de un donante fallecido, o bien si estos han recibido una remuneración.

### Principio Rector 8
Los centros y profesionales de la salud que participen en procedimientos de obtención y trasplante de células, tejidos u órganos no deberán percibir una remuneración superior a los honorarios que estaría justificado recibir por los servicios prestados.

### Principio Rector 9
La asignación de órganos, células y tejidos deberá regirse por criterios clínicos y normas éticas, y no atendiendo a consideraciones económicas o de otra índole. Las reglas de asignación, definidas por comités debidamente constituidos, deberán ser equitativas, justificadas externamente y transparentes.

### Principio Rector 10
Es imprescindible aplicar procedimientos de alta calidad, seguros y eficaces tanto a los donantes como a los receptores. Los resultados a largo plazo de la donación y el trasplante de células, tejidos y órganos deberán evaluarse tanto en el donante vivo como en el receptor, con el fin de documentar los efectos beneficiosos y nocivos.
Debe mantenerse y optimizarse constantemente el nivel de seguridad, eficacia y calidad de las células, tejidos y órganos humanos para trasplante, en cuanto productos sanitarios de carácter excepcional. Para ello es preciso instituir sistemas de garantía de la calidad que abarquen la trazabilidad y la vigilancia, y que registren las reacciones y eventos adversos, tanto a nivel nacional como en relación con los productos humanos exportados.
Comentario: Los beneficios para ambos tienen que compensar con creces los riesgos derivados de la donación y el trasplante. No deberán permitirse las donaciones en situaciones clínicas en las que no haya ninguna esperanza. Trazabilidad: Proceso reglado que englobe las intervenciones clínicas y los procedimientos ex vivo desde la selección del donante y durante todo el seguimiento a largo plazo.

### Principio Rector 11
La organización y ejecución de las actividades de donación y trasplante, así como sus resultados clínicos, deben ser transparentes y abiertos a inspección, pero garantizando siempre la protección del anonimato personal y la privacidad de los donantes y receptores.
Comentario: La transparencia puede definirse en pocas palabras como el mantenimiento del acceso público a información global, actualizada periódicamente, sobre los procesos, y en particular la asignación, las actividades de trasplante y los resultados conseguidos tanto en el caso de los receptores como de los donantes vivos, así como a información sobre la organización, los presupuestos y la financiación. Dicha transparencia no es incompatible con el impedimento del acceso público a información que pudiera servir para identificar a los donantes o a los receptores, aunque sigue respetando la necesidad de trazabilidad.